# Tadeusz Sułkowski
Tadeusz Tomasz Sułkowski (ur. 15 października 1907 w Skierniewicach, zm. 26 lipca 1960 w Londynie) – polski poeta, dziennikarz, prozaik, krytyk, podporucznik rezerwy piechoty Wojska Polskiego.

## Życiorys

### Młodość i okres przedwojenny
Tadeusz Tomasz Sułkowski urodził się w Skierniewicach jako syn właściciela masarni, Tomasza Sułkowskiego, i Florentyny z Konarskich.
Uczęszczał do skierniewickiego Gimnazjum im. Bolesława Prusa (matura w 1929), a później szkoły podchorążych piechoty 26. Dywizji Piechoty, której sztab oraz m.in. 18. Pułk Piechoty stacjonował w Skierniewicach. 
Rozpoczętych w 1930 studiów polonistycznych na Uniwersytecie Warszawskim nie traktował zbyt obowiązkowo i na koniec nauki nie przystąpił do obrony pracy magisterskiej. 
W okresie studiów i później działał w skierniewickim Towarzystwie Artystycznym, organizując imprezy i spotkania z ludźmi polskiej kultury: Marią Dąbrowską, Zofią Szmydtową (pod jej - i Józefa Ujejskiego – kierunkiem studiował), Janem Parandowskim i in. Relacje z tych wydarzeń zamieszczał w lokalnych gazetach („Głos Skierniewic i Okolicy”, „Brzask Skierniewicki” i „Gazeta Skierniewicka”).
Debiutanckim - i jedynym za życia poety - tomikiem wierszy, jaki ukazał się drukiem był List do dnia, wydany w 1933. W ciągu kilku następnych lat warszawskie redakcje „Drogi”, „Okolicy Poetów”, „Pionu” i „Miesięcznika Literatury i Sztuki” przyjęły i zamieściły na swych łamach pojedyncze wiersze Sułkowskiego.
Przygotowywany do publikacji drugi tomik poetycki miał nosić tytuł Żal niedoskonały, ale wobec wybuchu II wojny światowej nie ukazał się.

### Czas wojny
Sułkowski został zmobilizowany (był podporucznikiem rezerwy piechoty ze starszeństwem z 1 stycznia 1933) i jako żołnierz 18. Pułku Piechoty 26. Dywizji brał udział w wojnie z Niemcami. Był adiutantem II batalionu dowodzonego przez majora Feliksa Kozubowskiego. Został odznaczony Krzyżem Walecznych. Podczas walk o Sochaczew (bitwa nad Bzurą) został ranny i 10 września 1939 znalazł się w szpitalu wojskowym w Łodzi, skąd jako jeniec wojenny - przewieziony 
został do obozu w Hadamar (Hesja), a na wiosnę 1941 do Murnau (Oflag VIIA). 
Czynnie uczestniczył w obozowym życiu kulturalnym: w 1944, za swój esej poświęcony Marii Dąbrowskiej, otrzymał nagrodę polskiego oddziału YMCA w Szwajcarii. 
Gdy obóz w Murnau został wyzwolony przez wojska amerykańskie Sułkowski wyjechał do Włoch, gdzie zgłosił się do oddziałów 2. Korpusu Polskiego. Przydzielono go do służby w Wydziale Propagandowym.
Kilka jego wierszy zamieścił Jan Bielatowicz w wydanej w 1946 antologii Przypływ. Poeci 2. Korpusu.

### Okres powojenny
Jesienią 1946, wraz z innymi żołnierzami Korpusu, dostał się do Anglii, a tam do kolejnych obozów, tym razem demobilizacyjnych: Lovercroft Mill i Stanley Park koło Blackpool. W tym drugim pełnił Sułkowski funkcję oficera kasynowego. Ujawniona wtedy niezaradność życiowa poety potwierdziła się gdy, w marcu 1948, na polecenie prezesa Związku Pisarzy Polskich na Obczyźnie, profesora Stanisława Strońskiego, został administratorem Domu Pisarza Polskiego przy Finchley Road 312 w Londynie. Oprócz tego Sułkowski pracował fizycznie w londyńskiej drukarni należącej do emigrantów z Jugosławii oraz w polskiej Oficynie Poetów i Malarzy, prowadzonej przez przyjaciół poety: Krystynę i Czesława Bednarczyków. 
Jego wiersze ukazywały się w Wiadomościach (np. w 1954 poemat Tarcza) i Kulturze, a Rozgłośnia Polska Radia Wolna Europa nadawała jego felietony na tematy plastyczne, muzyczne i teatralne.
Jedyne oficjalne uhonorowanie Sułkowskiego jako poety to przyznana mu w 1956, przez Towarzystwo Przyjaciół Kultury Polskiej w Glasgow, nagroda poetycka Roku Mickiewiczowskiego.
Zmarł w wyniku zawału serca w nocy z 26 na 27 lipca 1960.
W rocznicę jego śmierci właściciele Oficyny Malarzy i Poetów z dużą starannością edytorską wydali dwa, ilustrowane przez Feliksa Topolskiego, tomiki z twórczością Sułkowskiego: poemat Tarcza i wiersze Dom złoty.
W 1963 Oficyna Poetów i Malarzy ustanowiła nagrodę im. T. Sułkowskiego. 
W 1983 Towarzystwo Przyjaciół Skierniewic ufundowało tablicę pamiątkową, umieszczoną na jego rodzinnym domu. 22 stycznia 1997 Rada Miasta nadała mu honorowe obywatelstwo Skierniewic. Jego imieniem nazwano też jedną z ulic w mieście. Od 2003 Skierniewice organizują Ogólnopolski Konkurs Poetycki im. Tadeusza Sułkowskiego.

## Twórczość
- 1933: List do dnia (wiersze); Warszawa F. Hoesick
- 1961: Dom złoty (wiersze); Londyn, Oficyna Poetów i Malarzy
- 1961: Tarcza (poemat); Londyn, Oficyna Poetów i Malarzy
- 1980: Tarcza. Wiersze i poematy; Warszawa Czytelnik
- 1990: Poezje wybrane; Warszawa, Ludowa Spółdzielnia Wydawnicza
- 1997: Poezje; Skierniewice, Wojewódzka Biblioteka Publiczna